# Jakubówka (powiat lipski)
Jakubówka – wieś sołecka w Polsce położona w województwie mazowieckim, w powiecie lipskim, w gminie Lipsko.
W latach 1975–1998 miejscowość administracyjnie należała do województwa radomskiego.
Wierni Kościoła rzymskokatolickiego należą do parafii Świętych Apostołów Piotra i Pawła w Krępie Kościelnej.